# Фюрстенфельдбрукк (район)
Фюрстенфельдбрукк (нем. Fürstenfeldbruck) — район в Германии. Центр района — город Фюрстенфельдбрукк. Район входит в землю Бавария. Подчинён административному округу Верхняя Бавария. Занимает площадь 434,78 км². Население — 199 783 чел. Плотность населения — 459 человек/км².
Официальный код района — 09 1 79.
Район подразделяется на 23 общины.

## Города и общины

Муниципалитеты района Фюрстенфельдбрукк (Бавария)

Города
1. Гермеринг (36 827)
2. Фюрстенфельдбрукк (33 533)

Объединения общин
Управление Графрат
Управление Маммендорф
Общины
1. Адельсхофен (1 572)
2. Айхенау (11 398)
3. Аллинг (3 371)
4. Альтегненберг (1 845)
5. Графрат (3 588)
6. Грёбенцелль (19 202)
7. Езенванг (1 524)
8. Котгайзеринг (1 522)
9. Ландсберид (1 430)
10. Майзах (12 657)
11. Маммендорф (4 522)
12. Миттельштеттен (1 660)
13. Моренвайс (3 745)
14. Обершвайнбах (1 480)
15. Ольхинг (24 298)
16. Пуххайм (19 604)
17. Тюркенфельд (3 460)
18. Хаттенхофен (1 389)
19. Шёнгайзинг (1 894)
20. Эгенхофен (3 245)
21. Эммеринг (6 007)

## Население
По оценке на 31 декабря 2015 года население района составляет 213 481 человек.
| Дата      | 1840  | 1871  | 1900  | 1925  | 1939  | 1950  | 1961  | 1970   | 1987   | 2011   |
| --------- | ----- | ----- | ----- | ----- | ----- | ----- | ----- | ------ | ------ | ------ |
| Население | 15231 | 19072 | 23065 | 30263 | 41578 | 66151 | 82690 | 118623 | 172760 | 201597 |

| Год       | 1960  | 1970   | 1980   | 1990   | 2000   | 2009   | 2010   | 2011   | 2012   | 2013   | 2014   | 2015   |
| --------- | ----- | ------ | ------ | ------ | ------ | ------ | ------ | ------ | ------ | ------ | ------ | ------ |
| Население | 81780 | 123649 | 169441 | 180436 | 193092 | 203129 | 204538 | 203029 | 205194 | 208272 | 210278 | 213481 |

## Внешние ссылки
- Официальная страница (нем.)